# Brzyska Wola
Brzyska Wola – wieś w Polsce położona na Płaskowyżu Tarnogrodzkim, w województwie podkarpackim, w powiecie leżajskim, w gminie Kuryłówka. 
Miejscowość jest siedzibą rzymskokatolickiej parafii MB Pocieszenia należącej do dekanatu Leżajsk I w archidiecezji przemyskiej.
| SIMC    | Nazwa     | Rodzaj    |
| ------- | --------- | --------- |
| 0653009 | Gościniec | część wsi |
| 0653015 | Koniec    | część wsi |
| 0653021 | Sochy     | część wsi |
| 0653038 | Staronie  | część wsi |
| 1042584 | Ugory     | część wsi |
| 0653044 | Zadwory   | część wsi |
| 0653050 | Zagrody   | część wsi |

Wieś królewska położona na przełomie XVI i XVII wieku w powiecie przemyskim ziemi przemyskiej województwa ruskiego, w drugiej połowie XVII wieku Brzeska Wola należała do starostwa leżajskiego.
W latach 1954–1972 wieś należała i była siedzibą władz gromady Brzyska Wola. W latach 1975–1998 miejscowość administracyjnie należała do województwa rzeszowskiego.
Lokowana przez Wawrzyńca Brzeskiego w końcu XVI w., początkowo nosiła nazwę Brzeska
Wola i wzmiankowana po raz pierwszy w 1605 roku (prawdopodobnie pod nazwą „Górki” w dokumentach figuruje już w 1565 roku).

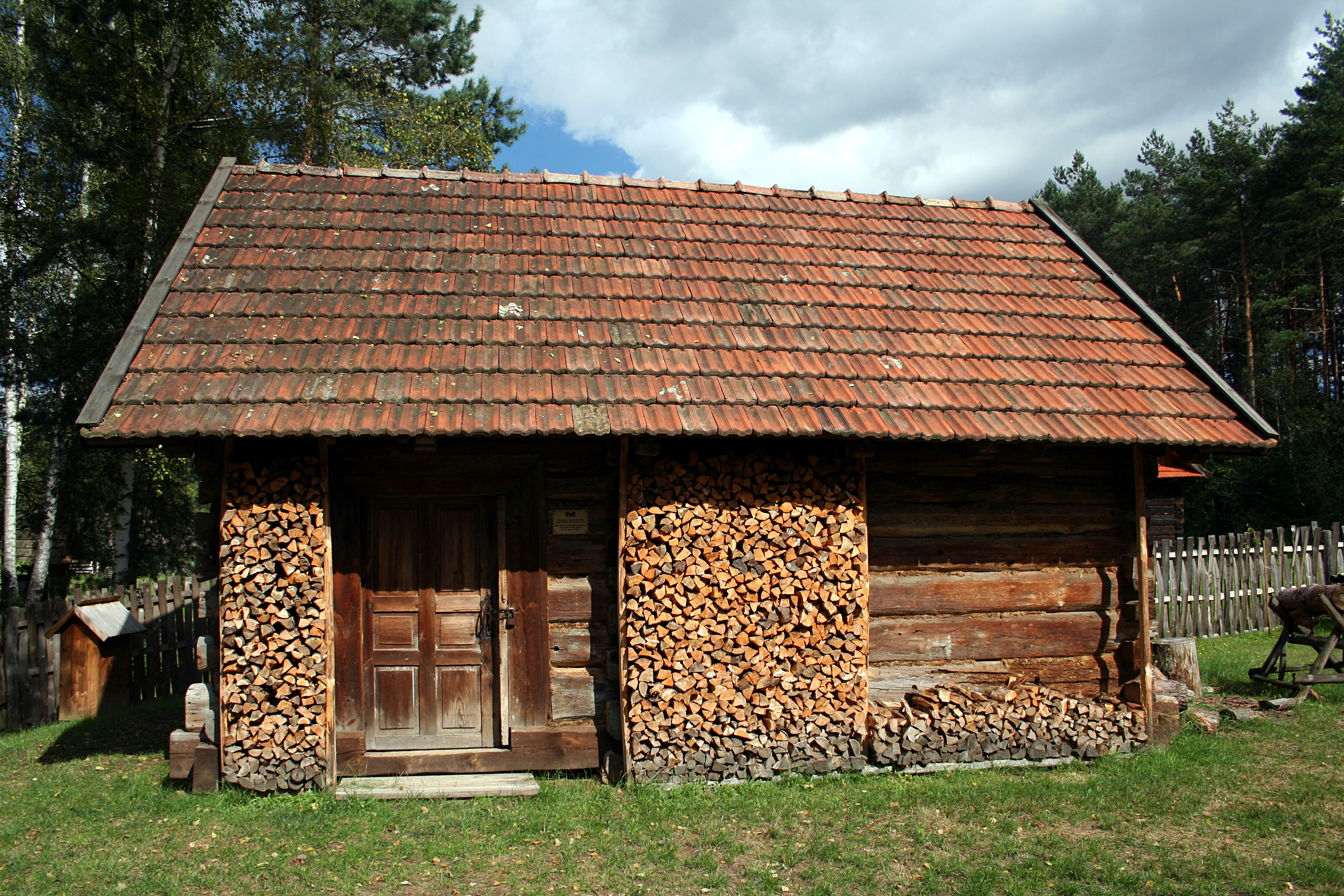
Olejarnia z Brzyskiej Woli znajdująca się na terenie Muzeum Kultury Ludowej w Kolbuszowej